# Yōkan
El yōkan (羊羹 ようかん?) es un postre de gelatina espesa hecho con anko (pasta endulzada de frijol azuki), agar-agar y azúcar. Suele venderse con forma de bloques, y se come cortado a rebanadas. Hay dos tipos principales: neri yōkan y mizu yōkan. Mizu significa ‘agua’ e indica que contiene más de la habitual, por lo que esta variedad a menudo se congela y se come en verano.

## Tipos

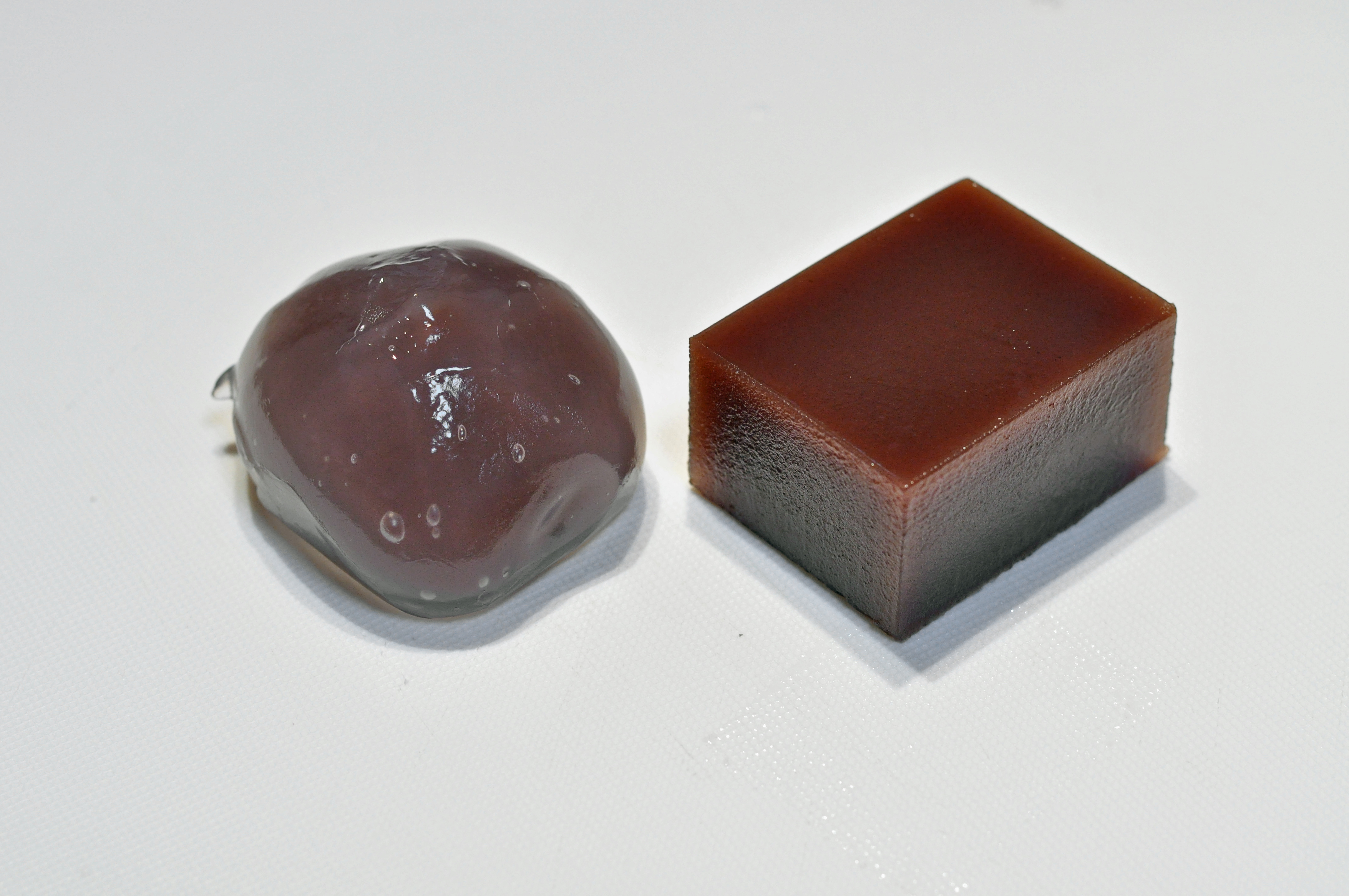
Dos presentaciones de yōkan.

Aunque la mayoría del yōkan que se encuentra en Japón y en otros países está hecho con anko, también es relativamente común encontrarlo elaborado con pasta de frijoles blancos (白餡 shiro an?). Este tipo de yōkan es lechoso y traslúcido, teniendo un sabor mucho más suave que el elaborado con azuki. Como tal, puede dársele color y sabor con matcha (polvo de té verde).
El yōkan también puede contener trozos de castañas, caquis, frijoles azuki enteras endulzadas, higos y batatas, entre otros aditamentos. El azúcar puede sustituirse por miel, azúcar moreno oscuro o melaza para alterar el sabor del yōkan resultante. También está el shio yōkan, que usa pequeñas cantidades de sal como endulzante.

## Historia

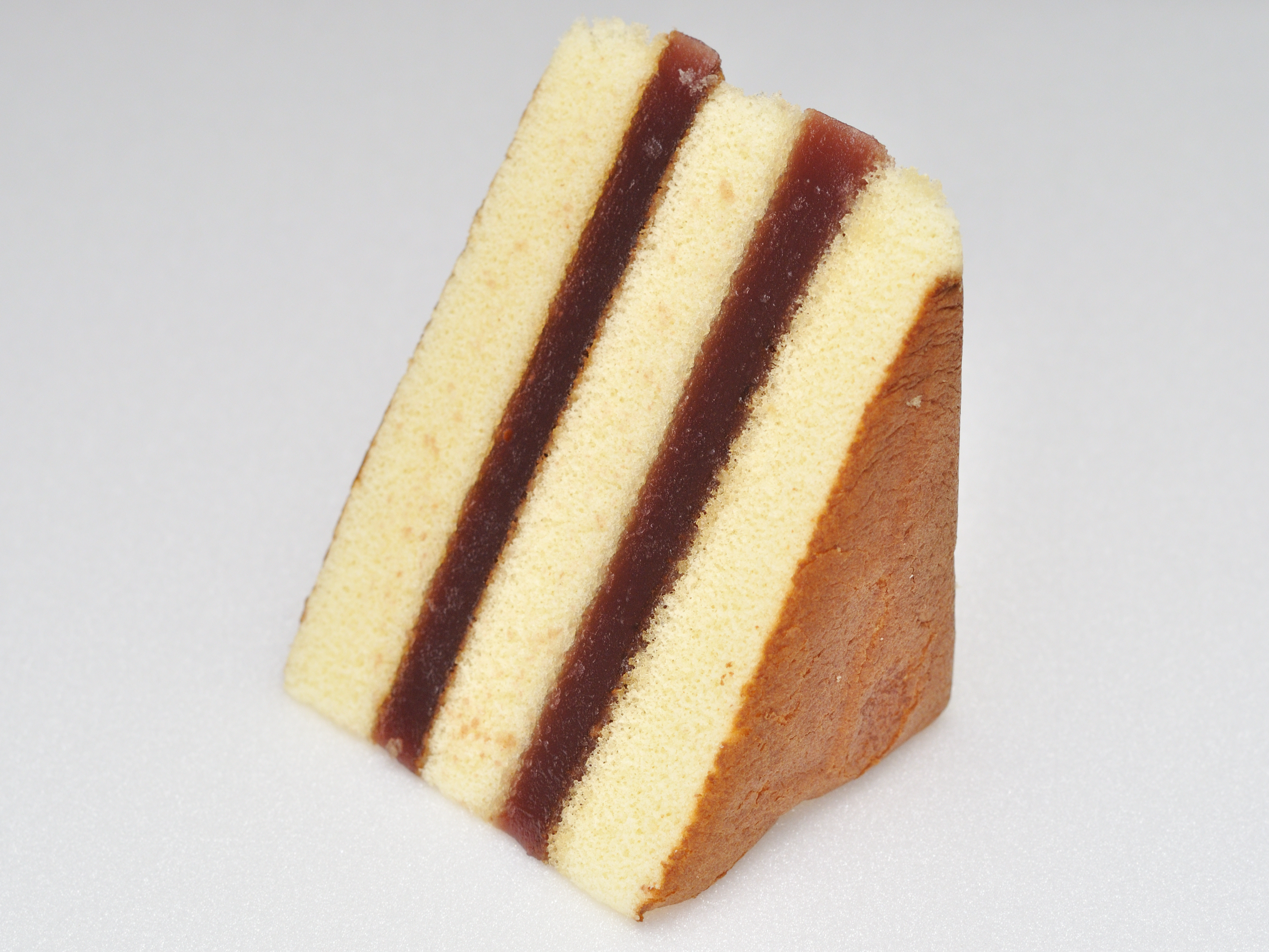
Un Siberia combinación intercalada de castella con yōkan.

Originalmente fue un dulce o aperitivo chino hecho de gelatina obtenida al cocer ovejas. El término es literalmente ‘geng de oveja’ (羊, ‘oveja’ + 羹, ‘sopa espesa’).
Fue introducido en Japón por los budistas zen de las eras Kamakura y Muromachi. Como el budismo prohíbe los sacrificios, se sustituyó la gelatina de oveja por agar-agar. Esta forma modificada constituyó la base del yōkan moderno.
Actualmente uno de los dulces japoneses más populares, evolucionó durante el periodo Edo a medida que se difundía el uso del azúcar. Puede almacenarse durante largos periodos de tiempo sin necesidad de refrigeración si no se abre, y es un regalo básico.

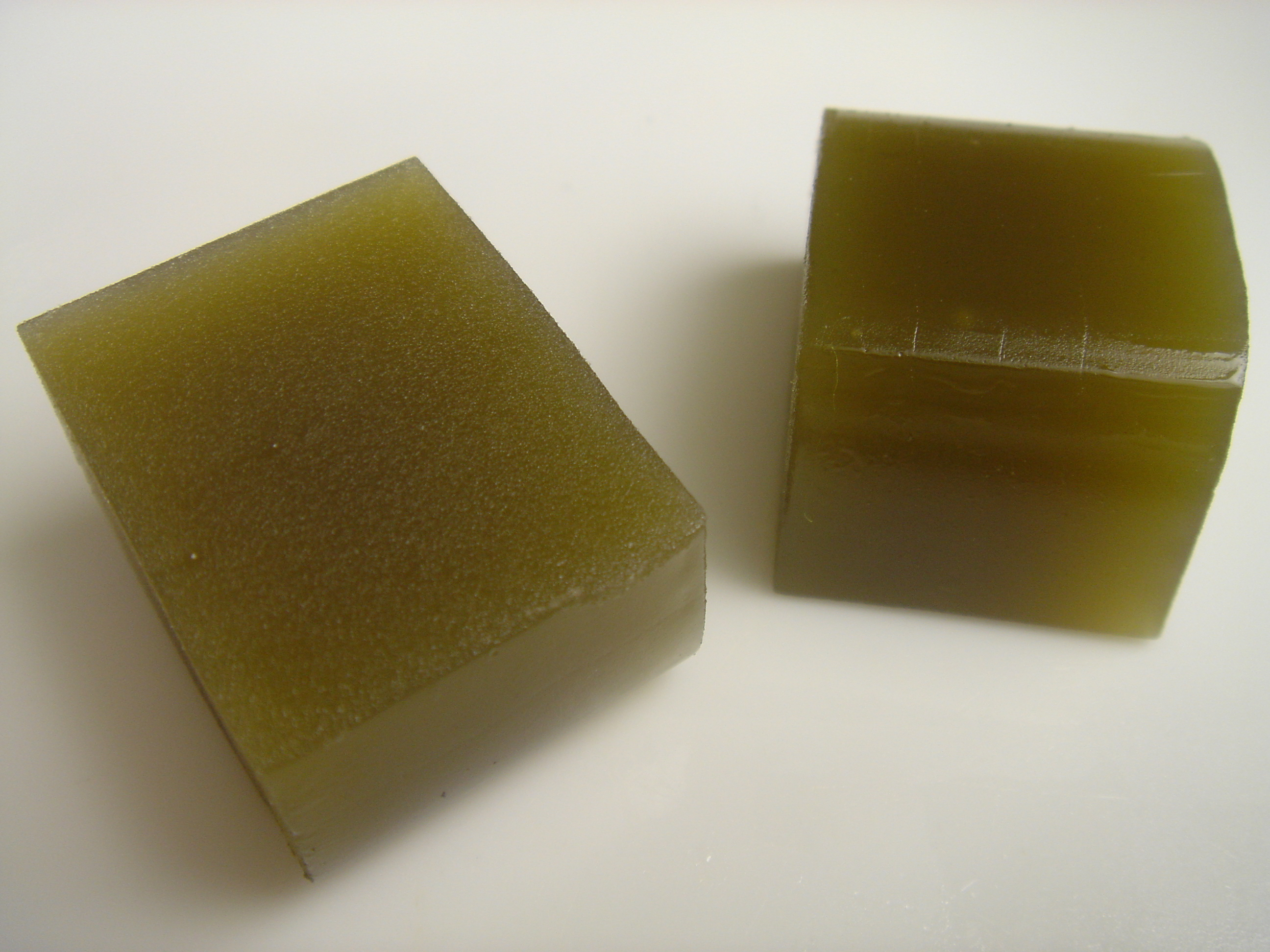
Variante de yōkan de cubos en té verde.

## Variantes
Actualmente hay variedades de yōkan o combinaciones; entre las combinaciones tenemos el bizcocho o confeti conocido como Siberia (シベリア) una combinación intercalada de castella con yōkan, combinaciones con Matcha (té verde).